# 極限運動

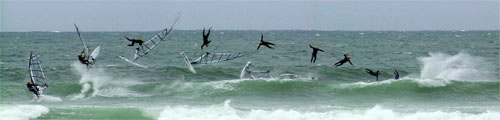
花式滑浪是一種極限運動

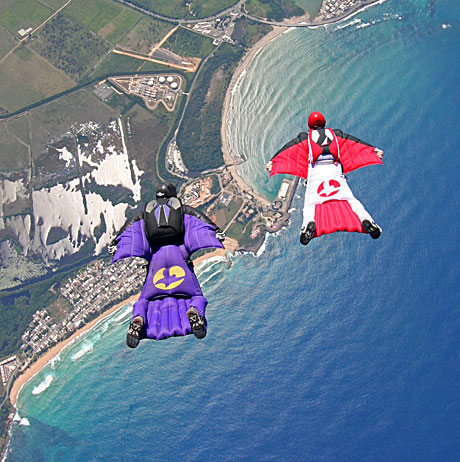
飛鼠裝滑翔運動是种新兴的極限運動

極限運動（英語：Extreme Sports），泛指各種危險性較高、技巧與體能需求較高的運動項目。而现在最受歡迎的国家是美国 ,占全球參與此運動人口的百分之六，是全球最高。
常見的極限運動包括街頭健身、花式滑板、花式單車、花式滑浪、花式滑雪、滑翔、跑酷、生存遊戲、極限直排輪、攀岩、衝浪、沙板、越野摩托車、寬板滑水、風箏衝浪、賽車、彈跳床、露營等。當中在網路調查中，滑板、衝浪最受到討論。

## 極限運動列表
| - 街頭極限健身 - 體操 - Tricking极限特技 - 陸上風帆 - 岩壁垂降 - 特技飛行 - 特技直排滑輪 - 賽車 - BMX - 極限跳傘 - 高空彈跳 - 飛鼠裝滑翔運動 - 洞穴潛水 - 極限燙衣 - 花式滑板車 - 自由滑雪 - 懸掛式滑翔 - 冰攀 - 風箏衝浪 - 長板 - 馬術 - 越野摩托車 - 山地自行車 - 登山運動 - 滑山運動 | - 滑翔傘 - 跑酷 - 迷彩漆彈運動 - 攀岩 - 滑沙 - 水肺潛水 - 自由潜水 - 滑板 - 跳傘 - 衝沙 - 單板滑雪 - 雪上機車 - 立式單槳衝浪 - 衝浪 - 滑水 - 激流之旅 - 輕艇衝浪 - 孤輪 - 風浪板 - 高空極限運動 - 競技啦啦隊 |

1. ↑  Lab社群實驗室, Social. . Social Lab社群實驗室. 2022-11-01  [2023-02-03]. （原始内容存档于2023-02-03） （中文（臺灣））.